# Vlag van 's-Gravendeel

Vlag van de gemeente 's-Gravendeel (1938-2007)

De vlag van 's-Gravendeel is op 31 oktober 1938 bij raadsbesluit vastgesteld als de gemeentevlag van de Zuid-Hollandse gemeente 's-Gravendeel. De vlag kan als volgt worden beschreven:
Drie banen van gelijke breedte, geplaatst boven elkander; de kleur van de bovenste baan is hardgeel, van de middelste baan groen en van de onderste baan rood. Op de middelste baan zijn in de bovenste helft aangebracht vier oranje appelen en wel op een zodanige wijze, dat deze baan door deze vier oranje appelen in de lengte in vijf gelijke delen wordt verdeeld, terwijl in de onderste helft van genoemde baan drie oranje appelen zijn aangebracht op zodanige wijze dat hierdoor de baan in vier gelijke delen wordt verdeeld; de lengte van de vlag verhoudt zich tot de breedte als 3:2.
De vlag is ontworpen door de Dordtse gemeentearchivaris Lips. Het ontwerp is gebaseerd op het gemeentewapen; de oranjebomen in het wapen zijn weergegeven als een groene baan met daarin zeven sinaasappels, verdeeld over twee rijen. Waarom het er zeven zijn is niet meer te achterhalen. Sierksma geeft de vlag onjuist weer met zeven ballen op een rij.
Op 1 januari 2007 werd de gemeente opgeheven. 's-Gravendeel kwam onder de nieuw ingestelde gemeente Binnenmaas te vallen. De vlag is daardoor als gemeentevlag komen te vervallen. Op 1 januari 2019 ging de gemeente Binnenmaas op in de nieuw ingestelde gemeente Hoeksche Waard.

## Verwante afbeeldingen

Het wapen van 's-Gravendeel

Alkemade 
· Ameide 
· Ammerstol 
· Arkel 
· Asperen 
· Benthuizen 
· Bergambacht 
· Bergschenhoek 
· Berkel en Rodenrijs 
· Bernisse 
· Binnenmaas 
· Bleiswijk 
· Bleskensgraaf en Hofwegen
· Bodegraven 
· Boskoop
· Brielle 
· Cromstrijen 
· De Lier 
· Delfshaven 
· Dirksland 
· Everdingen 
· Geervliet 
· Giessenburg 
· Giessenlanden
· Goedereede 
· Goudswaard 
· Graafstroom 
· 's-Gravendeel 
· 's-Gravenzande 
· Groot-Ammers
· Hagestein 
· Haastrecht 
· Hazerswoude 
· Heenvliet 
· Heerjansdam 
· Hei- en Boeicop
· Heinenoord
· Hellevoetsluis 
· Hillegersberg
· Jacobswoude
· Kamerik
· Korendijk
· Koudekerk aan den Rijn
· Krimpen aan de Lek
· Langerak
· Leerdam
· Leidschendam
· Leimuiden
· Lexmond
· Liemeer
· Liesveld
· Maasland
· Middelharnis
· Mijnsheerenland
· Moerhuizen
· Moerkapelle
· Molenwaard
· Monster
· Moordrecht
· Naaldwijk
· Nederlek
· Nieuw-Beijerland
· Nieuwerkerk aan den IJssel
· Nieuw-Lekkerland
· Nieuwpoort
· Nieuwveen
· Noordwijkerhout
· Nootdorp
· Numansdorp
· Oostflakkee
· Oostvoorne
· Oud-Alblas
· Oud-Beijerland 
· Oude-Tonge 
· Oudenhoorn 
· Ouderkerk 
· Ouderkerk aan den IJssel
· Overschie
· Piershil 
· Pijnacker 
· Poortugaal 
· Puttershoek 
· Reeuwijk 
· Rhoon 
· Rijnsaterwoude 
· Rijnsburg 
· Rijnwoude 
· Rockanje 
· Rozenburg 
· Sassenheim 
· Schelluinen 
· Schipluiden 
· Schoonhoven 
· Schoonrewoerd 
· Sommelsdijk 
· Spijkenisse 
· Streefkerk 
· Strijen 
· Ter Aar 
· Valkenburg 
· Vianen 
· Vierpolders 
· Vlist 
· Voorburg 
· Voorhout 
· Warmond 
· Wateringen 
· Westmaas 
· Westvoorne 
· Woerden 
· Woubrugge 
· Zederik 
· Zevenhoven 
· Zevenhuizen 
· Zevenhuizen-Moerkapelle 
· Zuid-Beijerland 
· Zuidland 
· Zwammerdam 
· Zwartewaal